# 14 v. Chr.
Portal Geschichte | Portal Biografien | Aktuelle Ereignisse | Jahreskalender | Tagesartikel

◄ |
2. Jahrhundert v. Chr. |
1. Jahrhundert v. Chr. |
1. Jahrhundert |
►

◄ | 30er v. Chr. | 20er v. Chr. | 10er v. Chr. | 0er v. Chr. |
0er |
►

◄◄ | ◄ | 17 v. Chr. | 16 v. Chr. | 15 v. Chr. | 14 v. Chr. |
13 v. Chr. |
12 v. Chr. |
11 v. Chr. |
► |
►►
Staatsoberhäupter

## Ereignisse
- Sommer: Augusteische Alpenfeldzüge: Nach der Unterwerfung ligurischer Stämme durch die Römer wird die Provinz Alpes Maritimae unter der Verwaltung eines ritterlichen Präfekten eingerichtet.

- Die Römer erobern die keltische Ansiedlung Borbetomagus und wandeln sie in die befestigte Civitas Vangionum um, das heutige Worms.
- In der Nähe des heutigen Sterzing entsteht die römische Siedlung Vibidenum.
- In der Nähe des heutigen Epfach entsteht eine römische Straßenstation mit etwa 80 Soldaten und Reitern, die die Aufgabe hat, die Kreuzung der Via Claudia mit der alten Salzstraße zu sichern, die von Iuvavum kommend hier den Fluss überquerte und dann nach Cambodunum führt.

## Geboren
- Agrippina die Ältere, römische Adlige, Angehörige der julisch-claudischen Dynastie und Mutter des römischen Kaisers Caligula († 33 n. Chr.)